# Vlag van Grand Gedeh

Vlag van Grand Gedeh

De vlag van Grand Gedeh, een county van Liberia, bestaat net als alle veertien andere Liberiaanse vlaggen met de nationale vlag van Liberia in het kanton. De vlag is, net als alle andere vlaggen, verleend door toenmalig president William Tubman, bij gelegenheid van zijn 70e verjaardag, op 29 november 1965.
De symboliek van de vlag is: Het nieuwe land rijst op gelijk de berg die er de naam aan gaf; wit beduidt reinheid van hart, blauw vrede en voorspoed.